# Ladislav Mužík
Ladislav Mužík (* 25. července 1998) je český fotbalový útočník, od léta 2024 hraje za SFC Opava.

## Klubová kariéra
Ladislav Mužík je odchovancem Poličky, kde začal s fotbalem v roce 2006.

### FK Pardubice
V Pardubicích působil již od svých 15 let v mládežnických kategoriích. Později hrál střídavě za A tým i rezervu. V sezóně 2019/20 pomohl Pardubicím získat druholigový titul, který posunul Pardubice poprvé do nejvyšší soutěže. Za Pardubice se prvoligového debutu nedočkal. 

### MFK Chrudim (hostování)
V zimě 2020 odešel na roční hostování do chrudimského celku. Zde se s 12 brankami stal druhým nejlepším střelcem nedohrané sezony F:NL 2020/21. Celkově se zde střelecky prosadil 17krát.

### FK Mladá Boleslav
Dne 16. července 2021 přestoupil do FK Mladá Boleslav. Dočkal se zde prvoligového debutu i výhry, když v 89. minutě zápasu proti Jablonci střídal Marka Matějovského.  Více zápasů však odehrál za rezervu Boleslavi, kde se dočkal i dvou branek. Za Boleslav si celkově připsal 12 prvoligových startů.

### Bohemians Praha 1905 (hostování)
Mužík v létě 2022 přišel hostovat do Bohemky, do které i později přestoupil. Za trvání hostování odehrál 17 zápasů, z toho jeden za rezervu Bohemians.

### Bohemians Praha 1905
Dne 25. ledna 2023 natrvalo přestoupil do týmu z Ďolíčku. Za áčko nastupoval téměř pravidelně. Za Klokany si připsal 47 prvoligových startů, branky se však nedočkal.

### SFC Opava
Po úspěšných testech se dne 26. června 2024 Mužík přesunul do druholigové  Opavy. Podepsal zde dvouletý kontrakt.

## Reprezentační kariéra
Mužík dostal šanci ve 4 zápasech České juniorské reprezentace, místo v ní si však neupevnil.